# مأمور معتمد
مامور معتمد (به انگلیسی: The Confidential Agent) رمانی اثر گراهام گرین نویسنده انگلیسی است. این رمان در سال ۱۹۳۹ منتشر شده است.

## چکیده‌ای از داستان
د. مأمور معتمد و تنهایی است که برای نجات کشورش که غرق در جنگ داخلی است به انگلستان می‌رود تا زغال‌سنگ را که به دلیل نیاز شدید از الماس هم قیمتی تر شده است خریداری کند. هم زمان از طرف شورشیان ل. نیز مأمور می‌شود در رقابتی تنگاتنگ مانع مأموریت د. شوند و خود قرارداد خریدی با صاحبان معدن زغال‌سنگ منعقد سازد.
د. که روزهای تلخ و سختی را در جنگ با شورشیان پشت سر گذاشته در جوی از بدگمانی نسبت به هم وطنانش در حالی که نمی‌داند برای پیشبرد ماموریتش به چه کسی اعتماد کند با دختر زیبا و جوانی به نام رز کالن آشنا می‌شود که می‌تواند برگ برنده او در بازی زندگی باشد.

## از لابلای کتاب
- قبلاً تصور می‌کرد بی‌اعتمادی‌ای که زندگی‌اش را در برگرفته بود ناشی از جنگ داخلی است، ولی حالا دیگر باورش می‌شد که بی‌اعتمادی در همه جا وجود دارد: پاره‌ای از زندگی انسان بود. مردم را عادات بدشان به هم پیوند می‌داد: زانی‌ها و دزدها هم در میان خود به همدیگر حرمت می‌گذاشتند. صفحهٔ ۱۰۰ و ۱۰۱
- آدم به نحوی گریز ناپذیر وطن خود را به هر دلیل دوست دارد- حالا به خاطر مصایب و خشونت آن هم که شده باشد. صفحهٔ ۱۹۷
- آدم باید به مرده‌ها حسادت کند. آدم‌های زنده از تنهایی و بی‌اعتمادی رنج می‌بردند. صفحهٔ ۳۱۶

## پانوشت
در سال ۱۹۴۵ فیلمی به همین نام با اقتباس از داستان این کتاب ساخته شد.